# Le Christ et saint Thomas
 (avril 2024).
Si vous disposez d'ouvrages ou d'articles de référence ou si vous connaissez des sites web de qualité traitant du thème abordé ici, merci de compléter l'article en donnant les références utiles à sa vérifiabilité et en les liant à la section « Notes et références ».
Le Christ et saint Thomas (1467-1483) est une sculpture en bronze d'Andrea del Verrocchio conçue pour une des 14 niches sur les murs extérieurs de l'église d'Orsanmichele à Florence, Italie, où elle est désormais remplacée par un moule et l'originale fut déplacée à l'intérieur de l'édifice, qui est maintenant un musée.

## Description
Elle représente Thomas l'incrédule, fréquemment représenté dans l'art chrétien depuis au moins le Ve siècle et utilisé pour faire diverses remarques théologiques. Thomas l'apôtre douta de la résurrection de Jésus et devait toucher les plaies par lui-même dans le but d'être convaincu (Jean 20:24-29). La niche en marbre environnante était destinée par Donatello pour son Saint Louis de Toulouse (1413), mais la statue fut déplacée à Santa Croce lorsque la niche fut vendue au Tribunale di Mercanzia (corporation de marchands), qui commanda l'œuvre de Verrochio.
Cette oeuvre a ainsi une valeur symbolique. Le thème de Christ et saint Thomas, évoque la présentation de preuves fiables, capitale pour les affaires judiciaires traitées dans le Tribunale di Mercanzia.

## Style
L'œuvre fut la première œuvre narrative à apparaître à l'église d'Orsanmichele. Dans son exécution, Verrocchio a montré une connaissance sophistiquée du style et de la substance de la sculpture classique. Les personnages ont été moulés sans dos (c'est-à-dire pas en rond) comme ils étaient uniquement être visibles de face. Cela présentait l'avantage supplémentaire d'économiser sur le bronze (qui était à peu près dix fois plus cher que le marbre), rendant l'œuvre plus lumineuse et plus facile à insérer dans la niche.
L'interaction entre les personnages du Christ et de saint Thomas montre un fort sens du mouvement et du dialogue. Les différences entre le mortel et l'immortel sont soulignés avec la passivité du Christ, presque une posture royale et la disposition nerveuse et agitée de Thomas l'incrédule. Le réalisme conçu par l'artiste est indicatif de la période de l'art dans laquelle elle fut réalisée, la Renaissance.